# Gelu Barabancea
Anghel (Gelu) Barabancea (n. 15 iulie 1931, Tecuci, județul Galați — d. 18 septembrie 1973, Novaci) a fost un dirijor român de muzică populară.
În anul 1968 acesta alipește Ansamblul „Jiulețul” (al cărui dirijor era) Orchestrei „Taraful Gorjului” devenind ctitorul Ansamblului Artistic Profesionist „Doina Gorjului”. Este dirijorul ansamblului de la înființare și până la moarte (1968-1973).
Este mentor al celebrilor artiști Filofteia Lăcătușu și Nelu Bălășoiu.